# Antonio de Nebrija

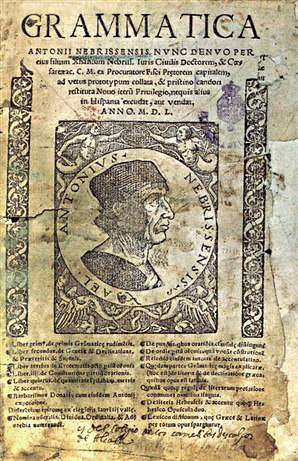
A Grammatica fedlapja

Antonio Martínez de Cala y Jarava (Lebrija, Sevilla, 1441 – Alcalá de Henares, 1522. július 5.), ismertebb nevén Antonio de Nebrija vagy Elio Antonio de Nebrija, középkori spanyol (andalúz) humanista és nyelvész volt. A bolognai Real Colegio de España (Spanyol Kollégium) egyik legkiemelkedőbb alakja. Az 1492-ben készített Grammatica (Nebrissensis) vagy Gramática castellana (spanyol nyelvtan) című művéről vált híressé, ezzel a spanyol lett az első modern európai nyelv, amely írott nyelvtannal rendelkezett. Nevét viseli a madridi Antonio de Nebrija Egyetem.

## Főbb művei
- Introductiones Latinae (1481)
- Gramática castellana (1492)
- Latin–spanyol (1492) és spanyol–latin (1495) szótár
- A spanyol helyesírás szabályai (1517, utólag 1523)